# MSX

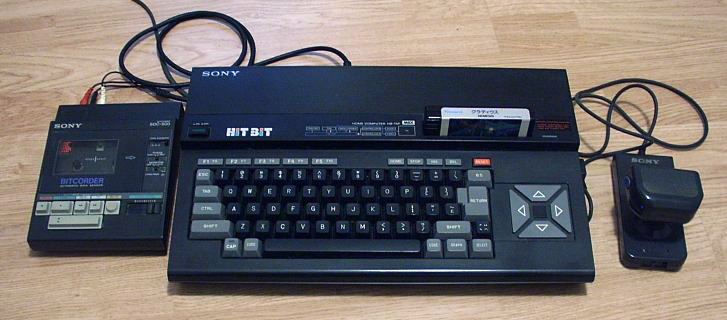
Ordinador MSX 1 de Sony (1984)

MSX fou una arquitectura de microordinador de 8 bits que va tenir un cert èxit a Europa (Espanya i Països Baixos sobretot), el Brasil, Japó i especialment a Rússia a la fi dels anys 1980 (va ser presentat el 1983). Als Estats Units gairebé va ser una desconeguda.
El sistema MSX fou un intent per part de la incipient indústria de la microinformàtica d'unir sota un mateix estàndard tècnic diversos fabricants, la major part japonesos. Alguns d'aquests fabricants (han estat més de 30) van ser Canon, Casio, Panasonic, Philips, Sony i Yamaha.
El significat de l'acrònim MSX és un tema de debat. En el seu temps tothom va estar d'acord que significava MicroSoft eXtended. Altres definicions inclouen:
- Matsushita Sony X, on X feia referència inicialment al poder il·limitat de la màquina i després es va associar a diferents companyies com Yamaha i Sanyo, que van participar en el seu desenvolupament
- Machines with Software eXchangeability segons Kazuhiko Nishi dissenyador de l'arquitectura.

## MSX i PCs
Els MSX, igual que els altres microordinadors de l'època, ZX Spectrum, Amstrad CPC, Commodore 64… eren aparells molt més econòmics que els primers PC. Tenien també millors qualitats gràfiques i sonores que aquests, essent destinats al mercat domèstic.
A diferència dels Spectrum, Amstrad i Commodore, els MSX tenien l'avantatge d'ésser un estàndard, especificat formalment. De manera que moltes firmes, sobretot japoneses, hi afegiren aquelles especificacions. Sony, Sanyo, Panasonic, Mitsubishi, Philips, i molts més feren els seus MSX.
Amb el temps, els PC guanyaren mercat també en el mercat domèstic, gràcies als clònics, feren així del sistema d'IBM un estàndard "de facto". El gran avantatge que presentaven aquestes màquines (i que continuen de tenir) era la seva modularitat: eren fàcilment ampliables i modificables.

## Característiques
- Microprocessador Z80: aquest processador va ser molt utilitzat en els ordinadors domèstics de l'època: ZX Spectrum, Amstrad, el Commodore 128... i en les primeres consoles Game Boy. Fins i tot en la seva versió militar s'usa com ordinador de bord en caces.
- Va ser el primer sistema de computació casolana que no depenia d'una sola marca. Hi van haver múltiples empreses que fabricaren ordinadors compatibles amb la norma MSX.
- Incorporava un entorn de programació: MSX-Basic 1.0 (de Microsoft), i successives versions.
- També de forma addicional, admetia el sistema operatiu de disc: MSX-DOS, en diferents versions, compatible en el domini de fitxers amb el famós MS-DOS per a IBM-PC (ambdós de Microsoft).
- Disposava de ranura de cartutxos de memòria, per a carregar els jocs o programes més ràpidament i per a la connexió de perifèrics addicionals.
- Permetia de connectar-hi una enregistradora/reproductora de cassets. Amb això un podia programar algun joc o programa i es podia emmagatzemar per a ús posterior. El sistema era exasperantment lent i susceptible de múltiples errors, encara que molt econòmic.
- Permetia així mateix la connexió de diferents unitats de disc, i fins i tot en els darrers temps admetia la connexió de discos durs i CDROM amb interfície IDE i SCSI. Com a mostra d'adaptació a les noves tecnologies, avui dia existeix, a més, un adaptador IDE per a usar cartes CompactFlash en qualsevol MSX 2 o superior, ço és un sistema d'emmagatzematge robust, portable i silenciós, que a més no requereix una font d'alimentació externa a l'ordinador.
- Aquest ordinador no es venia amb monitor, encara que posteriorment ja incloïa la sortida corresponent juntament amb la sempre present sortida directa a TV.

## Evolució dels MSX
Hi ha hagut diverses versions d'aquesta norma, MSX-1, MSX-2, MSX-2+ i MSX-TurboR, que anaren augmentant la seva potència i capacitat notablement.

### MSX-2
Ben aviat sortiren els MSX-2, amb unes capacitats gràfiques molt bones per l'època. El principal inconvenient fou que la capacitat de procés de la màquina era la mateixa, un Z-80 que funcionava amb una freqüència de rellotge de menys de 4MHz. A desgrat d'això el sistema encara va captar nous usadors gràcies als seus jocs, sostinguts per marques com Konami.

### MSX2+
El MSX2+, millorà les seves capacitats multimèdia (més de 32000 colors simultànies en pantalla) i més bona qualitat de so superior, tot conservant la mateixa CPU.

### MSX-TurboR
El MSX-TR, disposava de dos processadors: el Z-80, per tal d'assegurar la compatibilitat amb els programes antics, i un R800 de tecnologia RISC, de 28MHz. Ambdós processadors podien treballar cooperativament millorant-ne força el retiment.

### Present i futur
Encara apareixen nous perifèrics, targetes gràfiques i targetes de so d'alta qualitat. Sembla que podria aparèixer en el futur un MSX3 (projecte Omega), i un MMSX o MSX modular.